# 维耶尔-博尔德
维耶尔-博尔德（法語：Vier-Bordes，法語發音：[vjɛʁ bɔʁd]）是法国上比利牛斯省的一个市镇，属于阿热莱斯加佐斯特区。

## 历史
该市镇于1848年由原市镇维耶尔（Vier）和博尔德（Bordes）合并而成。

## 地理
维耶尔-博尔德（42°59'53"N, 0°3'23"W）面积9.39 平方千米，位于法国奧克西塔尼大區上比利牛斯省，该省份为法国西南部内陆省份，北至热尔省，西接大西洋比利牛斯省，南与西班牙接壤，东临上加龙省。
与维耶尔-博尔德接壤的市镇（或旧市镇、城区）包括：圣帕斯图斯、阿尔塔朗苏安、艾罗斯-阿尔布伊克斯、博桑斯、加佐斯特。
维耶尔-博尔德的时区为UTC+01:00、UTC+02:00（夏令时）。

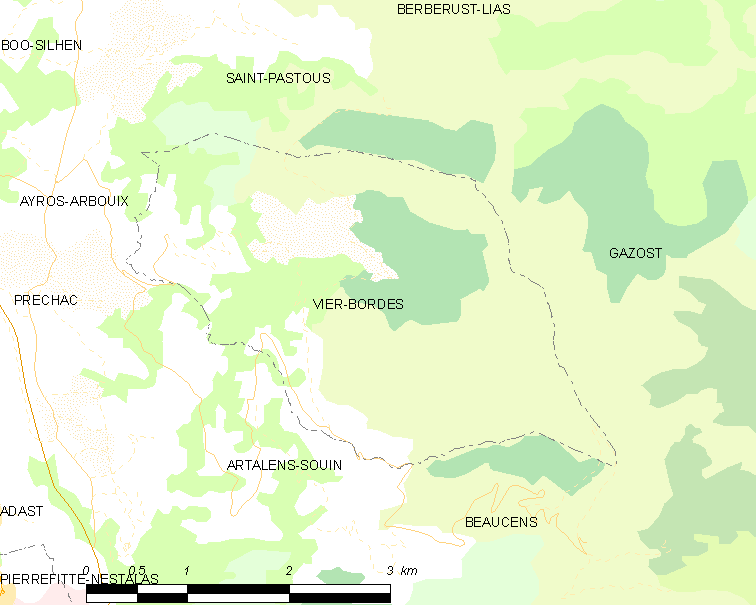
维耶尔-博尔德的OSM定位图

## 行政
维耶尔-博尔德的邮政编码为65400，INSEE市镇编码为65467。

## 政治
维耶尔-博尔德所属的省级选区为激流谷县。

## 人口

1962-2008年间维耶尔-博尔德人口变化图示

维耶尔-博尔德于2022年1月1日时的人口数量为94人。